# Psilaster
Psilaster is een geslacht van kamsterren uit de familie Astropectinidae.

## Soorten
- Psilaster acuminatus Sladen, 1889
- Psilaster agassizi (Koehler, 1909)
- Psilaster andromeda (Müller & Troschel, 1842)
- Psilaster armatus Ludwig, 1905
- Psilaster attenuatus Fisher, 1906
- Psilaster cassiope Sladen, 1889
- Psilaster charcoti (Koehler, 1906)
- Psilaster gotoi Fisher, 1913
- Psilaster herwigi (Bernasconi, 1972)
- Psilaster pectinatus (Fisher, 1905)
- Psilaster robustus Fisher, 1913
- Psilaster sladeni Ludwig, 1905